# Sotsveguer
A la Catalunya medieval, un sotsveguer era un funcionari reial amb funcions representatives i jurisdiccionals en un districte que o bé tenia, com a titular, el veguer d'un altre districte o bé era un districte que depenia, de diverses maneres, d'una vegueria reial propera (sotsvegueria).
Les demarcacions de Berga, Besalú, Camarasa, Camprodon (de 1321 a 1354), la Ral, Ripoll, Tàrrega (fins al 1330) i Pallars no tingueren veguer privatiu.